# 张民
張民（1976年3月24日—），遼寧人，生于黑龙江齐齐哈尔，中國花樣滑冰运动员，专项为單人滑。

## 生平

### 运动生涯
張民於1993年與1994年贏得全國錦標賽的冠軍，又在1994年的亞洲錦標賽登上冠軍寶座。在贏得亞洲冠軍後的兩年，即1996年的亞洲冬季運動會獲到一面銀牌。
1999年，張民在四大洲錦標賽得到第4，次年獲得季軍，在2001年先後在四大洲錦標賽名列第5位、世界錦標賽排行第15，又在國際滑聯大獎賽分站賽獲得亞軍。翌年，張民再度在國際滑聯大獎賽分站賽獲得亞軍，在鹽湖城冬季奧運的男子個人滑小項中名列第16，在世界錦標賽中得第9。翌年，張民在四大洲錦標賽得到亞軍、世界錦標賽得第11位以及在大獎賽分站賽中成為季軍得主。
2004年，張民在世錦賽中名列第7，次年，他於十運會中飲恨第4，又在大獎賽中國站中得到第5名。2006年，張民在都靈冬季奧運的男子個人滑小項中得到第10位，取得了个人在冬奥会上的最好成绩（他参加了1994年、2002年和2006年三届冬奥会。）同年在加拿大的花樣滑冰世界錦標賽中，張民名列第15位。

## 技术特点
張民的跳跃能力非常突出。他是第一位在国际滑冰联盟举办的比赛短节目阶段中成功干净的完成后外点冰四周跳的运动员（1999年四大洲赛），他也能在比赛中轻松的完成后内四周跳。例如，在2006年世锦赛中，他在自由滑阶段完成了后外点冰四周跳接后外点冰三周跳的联合跳跃和后内四周跳两个高难度的跳跃动作。